# 汲古書院
汲古書院（きゅうこしょいん）は、 日本の学術出版社である。

## 概要
かつて中国の古典や学術図書の輸入をしていた「大安」の活動を引き継ぐ形で、昭和44年（1969年）に創業。主に書誌学・中国学・日本古典文学（上代・中古・中世・近世）・国語学（訓点語・音韻・語彙・学史）の学術研究書の出版・販売を手掛け、近年は儒教・道教・仏教学・史学（国史・東洋史）といった分野の研究書も刊行している。なお「汲古書院」の社名および商標は、書家・金石学者の西川寧による書である。
汲古書院の発足に大きく関わった長沢規矩也は、古典籍の影印・目録学・書誌学の方面で多くのすぐれた著作を遺した。その著『図書学辞典』は、現在でも書誌学を専攻する学生はもちろん、図書館員や司書にとって必携の書となっている。書誌学の論文を掲載する古典研究会編『汲古』は、年2回発行され、汲古書院の刊行物の紹介も附録している。
近い分野の出版社に研文出版がある。

## 刊行の歴史
1969年（昭和44年）7月、長沢規矩也編『唐話辞書類集』第1集を刊行。また9月より11月にかけて『書誌学』全10巻（影印版）を刊行。
1970年（昭和45年）6月より、長沢規矩也編・解題『和刻本正史』全30巻の刊行が始まる。
1972年（昭和47年）8月より、長沢規矩也解題「和刻本漢籍随筆集」の刊行が始まる。
1973年（昭和48年）11月より、長沢規矩也解題『足利学校秘籍叢刊』の刊行を開始。
1975年（昭和50年）12月より、長沢規矩也・西川寧編『和刻本書画集成』全12巻の刊行を開始。
1976年（昭和51年）10月より、長沢規矩也編『和刻本漢詩集成』全10巻の刊行が始まる。
1979年（昭和54年）より刊行が始まった『漢語文典叢書』（全六巻・別巻）は漢学のみならず、国語学史にも大いに貢献した。
1987年（昭和62年）に出版した『角筆文献の国語学的研究』や『角筆文獻研究導論』（2004-2005）の著作で知られる小林芳規の角筆文献研究は、1991年に日本学士院賞と恩賜賞を同時受賞し、2019年には文化功労者として顕彰された。現在、『小林芳規著作集 第一巻 鎌倉時代語研究（上）』（2021- ）の刊行が始まっている。
2001年（平成13年）より約15年を費やし、渡邉義浩編『全訳後漢書』（全19冊）を刊行。
2006年（平成18年）、1993年に恩賜賞・日本学士院賞を受賞した田仲一成の『中国地方戯曲研究 元明南戯の東南沿海地区への伝播』を刊行。

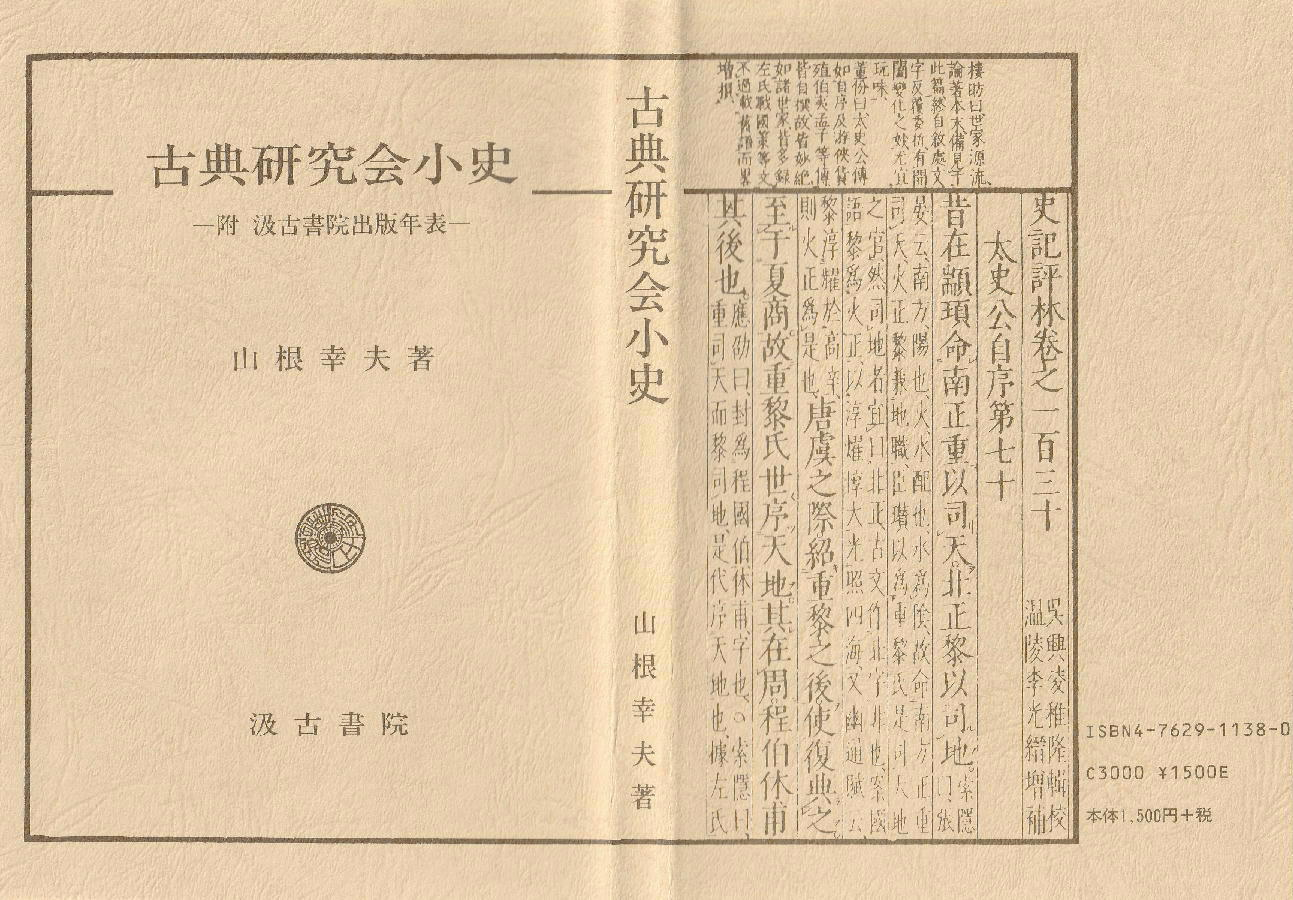
山根幸夫著『古典研究会小史』

## 所在地
〒101-0065 東京都千代田区西神田2丁目4番3号高岡ビル4F